# Потпећинска џамија
Потпећинска или Сефер-бегова џамија налази се у Бањој Луци. Направљена је почетком 17. века, више пута рушена, а обновљена и званично отворена 15. новембра 2004. године.

## Опште информације
Џамија је подигнута почетком 17. века, раније је имала дрвену мунару. Џамију је подигао Сефер-спахија, који је 1603. године подигао устанак у Крајини против Ђелали Хасан-паше, беглер-бега Босанског пашалука, након чега је Хасан-паша прогнан из Босне. У задужбини Сефер-спахије (1618) подигнута је џамија, мектеб и турбе. Ктиторски мектеб и турбе срушени су после Другог светског рата. Налази се у насељу Пећине, па је зато названа „Потпећинска џамија”.
Више пута је оштећена током Рата у Босни и Херцеговини, први пут од бомбе 9. априла 1992. године, затим од пожара 26. маја, да би изгорела 9. априла 1993. Потпуно је уништена у септембру. 1994. године, а остаци џамије и нише одвезени су на депонију. Обновљена џамија је отворена је 15. новембра 2004. године.
У оквиру џамије је 2022. године изграђена Хајр чесма „Мешиновић“, чије је отварање било 30. марта 2022. године. Чесма је симболично добила име по породици Мешиновић из Бањалуке, која је кућу и башту поклонила за потребе овог џемата.

## Галерија
- Хајр чесма „Мешиновић“